# La belva col mitra
La belva col mitra è un film italiano, del 1977, diretto da Sergio Grieco.

## Trama
Nanni Vitali, un pericoloso criminale, evade dal carcere con quattro complici. Insieme, dopo aver rubato un'auto, rapinato un distributore di carburante e picchiato a sangue i titolari, sequestrano Barbareschi, autore della soffiata che ha portato all'arresto di Vitali. Al momento del sequestro di Barbareschi c'è anche la sua donna, Giuliana Caroli, che viene stuprata dallo stesso Vitali mentre i complici pestano e uccidono con la calce viva Barbareschi. Il commissario Santini, figlio del procuratore che aveva fatto condannare Vitali, cerca di fermarlo.
Fra i due scoppia una guerra all'ultimo sangue: il pericoloso criminale ricatta Giuliana, tentando di organizzare con lei una rapina. Questa non ha successo grazie alla confessione di Giuliana, che va in commissariato a svelare le intenzioni del bandito. Il commissario Santini organizza quindi una trappola nella quale vengono catturati i complici di Vitali. Quest'ultimo riesce però a fuggire, facendosi largo sparando con un mitra da un'auto in corsa e forzando il blocco della polizia. Dalla sorella per chiederle dei soldi, Vitali le comunica che lascerà il paese solo dopo aver sistemato i conti con il commissario Santini e con Giuliana che l'ha tradito.
Tornato in città, si apposta nel palazzo di fronte a quello dove alloggia Giuliana, sotto scorta, riuscendo a ferirla con un fucile. In seguito, assicuratasi la collaborazione di un giovane delinquente suo ammiratore, Aldo Pacesi detto Bimbo, rapisce Carla e il giudice Santini, rispettivamente sorella e padre del commissario. Ricevute delle telefonate in cui si chiede il riscatto, il commissario Santini individua i rapitori in un capannone abbandonato in un piccolo paesino. Ucciso Pacesi con un colpo di pistola, Santini riesce ad avere la meglio anche su Vitali in un combattimento che finisce in un corpo a corpo a mani nude. La polizia interviene per arrestare Vitali, e nel contempo viene portato via in ambulanza, ma vivo, il padre di Santini, che era stato ferito da Pacesi in un tentativo maldestro di fuga.

## Cast
L'attrice Marina Giordana (che interpreta Carla) e l'attore Claudio Gora (pseudonimo di Emilio Giordana) sono realmente figlia e padre e rispettivamente sorella e padre dell'attore Andrea Giordana.
Marisa Mell ed Helmut Berger, conosciutisi sul set del film ebbero una relazione.

## Produzione
Il film è stato girato per gli interni negli stabilimenti I.C.E.T. di Milano, gli esterni invece furono interamente realizzati nella provincia di Ancona, tra il capoluogo regionale e i comuni di Montemarciano, Senigallia ed Ostra.
Le musiche del film sono di Umberto Smaila, noto personaggio televisivo, all'epoca membro del gruppo comico I Gatti di Vicolo Miracoli.

## Distribuzione
Distribuito nei cinema italiani il 29 ottobre 1977, La belva col mitra ha incassato complessivamente 813.891.000 lire dell'epoca.

## Citazioni
In una scena del film Jackie Brown di Quentin Tarantino, Ordell Robbie (Samuel L. Jackson), Melanie Ralston (Bridget Fonda) e Louis Gara (Robert De Niro), guardano in TV La belva col mitra. Tarantino ha inoltre usato nello stesso film un brano della colonna sonora della pellicola di Grieco: Mad Dog Killer.